# Tricorn Mountain
Tricorn Mountain är ett berg i Antarktis. Det ligger i Östantarktis. Nya Zeeland gör anspråk på området. Toppen på Tricorn Mountain är 3 474 meter över havet.
Terrängen runt Tricorn Mountain är kuperad söderut, men norrut är den bergig. Trakten är obefolkad. Det finns inga samhällen i närheten.